# Яблонский, Сергей Всеволодович
Серге́й Все́володович Ябло́нский (6 декабря 1924, Москва, СССР — 26 мая 1998, там же, Россия) — советский и российский математик, член-корреспондент РАН (c 1968), один из основателей отечественной школы математической кибернетики. Автор ряда классических работ по проблемам синтеза, надёжности и контроля управляющих систем.

## Биография
Родился 6 декабря 1924 года в семье студента-заочника физико-математического факультета 1-го Московского государственного университета Всеволода Яблонского (1901—1963) — будущего известного учёного, доктора технических наук, профессора, заслуженного деятеля науки и техники РСФСР.
Участник Великой Отечественной войны. Был призван в армию в 1942 году, с 1944 года — на фронте, связист в танковой части.
Окончил механико-математический факультет (1950) и аспирантуру НИИ механики и математики (1953) МГУ, с 1963 года — профессор МГУ. Специалист в области дискретной математики и математических вопросов кибернетики.
С 1953 года работал в Институте прикладной математики им. М. В. Келдыша РАН (ИПМ). Преподавал на кафедре высшей математики МФТИ.
В 1971 году создал при МГУ им. М. В. Ломоносова кафедру теории автоматов и математической логики (позднее переименованную в кафедру математической кибернетики ВМК МГУ), которую возглавлял до конца жизни. Член редколлегии «Математической энциклопедии».
Похоронен на Троекуровском кладбище.

## Научная работа
В 1950 году в «Вестнике Московского университета» опубликовал свою первую научную работу «О сходящихся последовательностях непрерывных функций».
С 1954 года работал в Московском государственном университете им. М. В. Ломоносова, где читал лекции на механико-математическом факультете и организовывал семинары по математическим вопросам кибернетики. Они легли в основу современных университетских курсов по этой и смежным дисциплинам. С 1970 года возглавлял созданную им кафедру математической кибернетики на факультете вычислительной математики и кибернетики.
С 1958 по 1992 год был заведующим отделом математической кибернетики в ИПМ, который создал совместно с профессором А. А. Ляпуновым.
С 1974 года являлся главным редактором сборников «Проблемы кибернетики» (с 1989 — «Математические вопросы кибернетики»). После отъезда А. А. Ляпунова в Новосибирск С. В. Яблонский стал руководителем общемосковского семинара по кибернетике в МГУ. До конца своих дней он являлся организатором всесоюзных и международных конференций по проблемам теоретической кибернетики. Продолжительное время работал на руководящих постах в Отделении математики АН СССР.
Среди работ С. В. Яблонского: труды по алгоритмическим трудностям синтеза минимальных схем, по проблемам полноты функциональных систем, по надёжности и контролю управляющих систем. Он решил проблему для K-значной логики (заложил основу развития теории многозначных логик), выделил понятие инвариативного класса функций и так далее.
Под руководством Сергея Всеволодовича защищено 25 кандидатских, среди учеников доктора наук, члены научных академий.

## Перечень основных работ
Основные труды по теории управляющих систем, исследованию функциональных систем с операциями, вопросам контроля и надёжности управляющих систем, изучению алгоритмических трудностей синтеза управляющих систем.

### Статьи
- Яблонский С. В. О суперпозициях функций алгебры логики. — Матем. сб., 1952. — Т. 30 (72), № 2. — С. 270—360.
- Яблонский С. В. Функциональные построения в k-значной логике // Сборник статей по математической логике и её приложениям к некоторым вопросам кибернетики : Труды МИАН СССР. — М.: Изд-во АН СССР, 1958. — Т. 51. — С. 5—142.
- Яблонский С. В. Нижние мощностные оценки для сложности реализации функций из {\displaystyle P_{k}} схемами из функциональных элементов в произвольном базисе. // Дискрет. матем., 6:4 (1994), с. 3-9
- Яблонский С. В.  О построении тупиковых кратных экспериментов для автоматов. // Тр. МИАН СССР, 133 (1973), с. 263—272
- Чегис И. А., Яблонский С. В. Логические способы контроля работы электрических схем. // Тр. МИАН СССР, 51 (1958), с. 270—360
- Яблонский С. В. О классах функций алгебры логики, допускающих простую схемную реализацию. // УМН, 12:6(78) (1957), с. 189—196
- Яблонский С. В. О суперпозициях функций алгебры логики. Матем. сб., 30(72):2 (1952), с. 329—348

### Монографии
- Яблонский С. В., Гаврилов Г. П., Кудрявцев В. Б. Функции алгебры логики и классы Поста. — М.: Наука, 1966. — 119 с. — (Математическая логика и основания математики).

### Учебник
- Теория графов и сетей / С. В. Яблонский. — Москва : ИПМ РАН, 1972. — 49 с. : ил.; 20 см. — (Препринт/ Ин-т прикладной математики АН СССР; № 30 за 1972 г.).
- Введение в дискретную математику / С. Яблонский. — М. : Мир, 1983. — 285 с. : ил.; 22 см.
  - Яблонский С. В. Введение в дискретную математику: Учебное пособие для вузов. — 6-е изд. — М.: Высшая школа, 2010. — 384 с. — ISBN 978-5-06-004681-6.
- Учебное пособие по курсу «Дискретная математика». Анализ и синтез схем в многозначных логиках : [Учеб. пособие] / С. В. Яблонский, Г. П. Гаврилов, А. А. Набебин; Ред. В. А. Орлов; Моск. энерг. ин-т. — М. : МЭИ, 1989. — 20 см. Ч. 1. — М. : МЭИ, 1989. — 117 с.
- Предполные классы в многозначных логиках : Учеб. пособие по курсу «Дискрет. математика» / С. В. Яблонский, Г. П. Гаврилов, А. А. Набебин; Под ред. В. Н. Вагина; Моск. энергет. ин-т (техн. ун-т). — М. : Изд-во МЭИ, 1997. — 141,[2] с. : граф.; 21 см; ISBN 5-7046-0214-2
- Элементы математической кибернетики : учебник для студентов механико-математических и математических факультетов, а также факультетов прикладной математики университетов / С. В. Яблонский. — Москва : Высш. шк., 2007. — 187, [1] с. : ил., табл.; 21 см. — (Для высших учебных заведений. Математика).; ISBN 978-5-06-004760-8

### Под его редакцией
- Дискретная математика и математические вопросы кибернетики / Под общ. ред. С. В. Яблонского и О. Б. Лупанова. — Москва : Наука, 1974.
- Проблемы кибернетики : [Сб. статей] / Под ред. С. В. Яблонского. — М. : Наука.
  - Вып. 37. — М. : Наука, 1980. — 238 с.
  - Вып. 38. — М. : Наука, 1981. — 271 с.
  - Вып. 39. — М. : Наука, 1982. — 262 с.
  - Вып. 40. — М. : Наука, 1983. — 271 с.
  - Вып. 41. — М. : Наука, 1984. — 256 с.

- Математические вопросы кибернетики : [Сб. ст.] / Под ред. С. В. Яблонского. — М.: Наука : Изд. фирма «Физ.-мат. лит.», 1988-1998.
  - Вып. 1. — М. : Наука, 1988. — 247 с.; ISBN 5-02-013785-5 : 4 р. 70 к., 2400 экз.
  - Вып. 2. — М. : Наука, 1989. — 237 с.; ISBN 5-02-013973-3 : 4 р. 50 к., 2250 экз.
  - Вып. 3. — М. : Наука, 1991. — 288 с.; ISBN 5-02-014323-5 : 4 р. 60 к., 1300 экз.
  - Вып. 4. — М. : Наука, 1992. — 239 с.; ISBN 5-02-014668-4 : Б. ц., 800 экз.
  - Вып. 5. — М. : Наука, 1994. — 303 с.; ISBN 5-02-014889-X, 2000 экз.
  - Вып. 6. — М. : Наука, 1996. — 368 с.; ISBN 5-02-015088-6, 700 экз.
  - Вып. 7. — Москва, 1998.

## Награды и премии
Награждён орденом Трудового Красного Знамени (1974), двумя орденами Отечественной войны 2-й степени (1945), двумя орденами Красной Звезды (1944, 1945), орденом Славы 3-й степени (1944).
Лауреат Ленинской премии (1966)